# Taste of Chicago
Taste of Chicago è un EP di Maurice Joshua, pubblicato nel 1990.

## Tracce
1. This Is Acid
2. Feel the Mood
3. Get Into the Dance
4. Out of Nowhere